# 艾辛根
艾辛根（德語：Eisingen，發音：[ˈaɪzɪŋən]）是德国巴登-符腾堡州卡尔斯鲁厄行政区恩茨县的市镇，面积8.04平方千米，2023年12月31日人口为4,855人。